# Leri
Antonio Nieto Figueroa (Berbés, Vigo, 20 de diciembre de 1928- Vigo, 12 de agosto de 2003), más conocido como Leri, fue un político gallego.

## Trayectoria
Fue concejal del Ayuntamiento de Vigo en varias formaciones políticas, desde 1974 hasta 1999, entre ellas el Partido dos Socialistas de Galicia-PSOE. Gran impulsor de la práctica del fútbol en los treinta campos que se hicieron en las playas de Samil y del Vao, se dijo de él que fue el inventor del «viguismo».

## Reconocimientos
En el año 2002 le fue concedida la Medalla de Oro de la Ciudad de Vigo. El ayuntamiento le dedicó una calle en la parroquia de Lavadores.